# Bajt ad-Din
Bajt ad-Din (Beiteddin, arab. بيت الدين; pol. Dom Wiary, ang. Beit ed-Dine) – miasto w Libanie, siedziba dystryktu Kada Asz-Szuf, położone 45 km na południowy wschód od Bejrutu. Od 1985 r. organizowany jest znany letni festiwal muzyczny w Bajt ad-Din.
Główną atrakcją turystyczną Bajt ad-Din jest wybudowany w latach 1788–1818 r. zespół pałacowy emira Beszira Szihaba II. Nad trwającymi 30 lat pracami czuwali syryjscy rzemieślnicy i włoscy architekci. Pałac jest doskonałym przykładem klasycznej architektury libańskiej, łączącej tradycyjny styl arabskiego budownictwa z wpływami europejskiego baroku – zdobione sufity, kolorowe, marmurowe podłogi mozaikowe, luksusowe tureckie łaźnie oraz apartamenty haremu, otoczone pięknie utrzymanymi ogrodami. Po przymusowej emigracji emira Beszira II w 1840 r. pałac był siedzibą władz tureckich i francuskich, aż do uzyskania w 1934 r. statusu zabytku narodowego. W 1943 r. stał się letnią rezydencją pierwszego libańskiego prezydenta Biszary al-Churiego. W czasie wojny domowej w 1975–1990 r., budynek został znacznie zniszczony, a następnie zajęty w 1984 r. przez druzów pod przywództwem Walida Dżumblatta. Obecnie pałac jest częściowo otwarty dla zwiedzających, pozostała część stanowi wciąż letnią rezydencję prezydencką.